# Robin Duvillard
Robin Duvillard (* 22. Dezember 1983 in Saint-Martin-d’Hères) ist ein ehemaliger französischer Skilangläufer.

## Werdegang
Duvillard nahm bis 2009 vorwiegend am Alpencup teil. Sein erstes Weltcuprennen lief er 2004 in La Clusaz, welches er auf dem 73. Platz über 15 km Freistil beendete. Er nahm bis 2009 an wenigen Weltcuprennen teil, die er alle mit Platzierungen außerhalb der Weltcuppunkte beendete. Im Dezember 2009 erreichte er in Davos den sechsten Platz über 15 km, sein bis dahin bestes Ergebnis im Weltcup. Die Tour de Ski 2009/2010 beendete er auf dem 35. Platz. Bei den Olympischen Winterspielen 2010 in Vancouver erreichte er den 50. Platz im 30-km-Skiathlonrennen. Die Saison beendete er auf dem 82. Platz im Gesamtweltcup.
Die Tour de Ski 2010/2011 beendete Duvillard auf dem 20. Platz. Der sechste Platz im Prologrennen war sein bestes Ergebnis bei dieser Tour. Bei den nordischen Skiweltmeisterschaften 2011 in Oslo erreichte sie den 33. Platz über 50 km Freistil und den 11. Platz mit der Staffel. Die Weltcupsaison 2010/11 beendete er auf dem 51. Platz im Gesamtweltcup. Bei der Tour de Ski 2011/2012 erreichte er den 23. Platz. Sein bestes Ergebnis in der Saison 2011/12 im Weltcup war der 17. Platz. Bei den französischen Skilanglaufmeisterschaften 2012 in Bessans holte er Bronze über 15 km Freistil.
Bei der Tour de Ski 2012/13 erreichte er den 48. Platz. Sein bestes Ergebnis bei den nordischen Skiweltmeisterschaften 2013 im Val di Fiemme war der 44. Platz über 15 km Freistil. Den 21. Rang belegte er bei der Tour de Ski 2013/2014. Bei den Olympischen Winterspielen 2014 in Sotschi gewann Duvillard Bronze in der Staffel. Über 50 km Freistil wurde er Sechster. Den Gesamtweltcup der Saison 2013/14 beendete er auf dem 47. Platz und den Distanzweltcup auf den 24. Platz. In der Saison 2014/15 belegte er den zweiten Platz beim Engadin Skimarathon und den dritten Rang beim La Sgambeda. Bei den nordischen Skiweltmeisterschaften 2015 in Falun gewann er die Bronzemedaille mit der Staffel. Nach zwei siebten Plätzen zu Beginn der Saison 2015/16, belegte er bei der Tour de Ski 2016 den 31. Platz. Dabei lief er bei der Abschlussetappe im Fleimstal die zweitschnellste Zeit und erreichte damit sein bestes Ergebnis im Weltcup. Zum Saisonende kam er bei der Ski Tour Canada auf den 20. Platz und erreichte den 31. Platz im Gesamtweltcup. Im folgenden Jahr siegte er beim Transjurassienne über 50 km Freistil und belegte bei den nordischen Skiweltmeisterschaften 2017 in Lahti den 25. Platz im 50-km-Massenstartrennen und den siebten Rang mit der Staffel.
In der Saison 2018/19 siegte Duvillard beim Alpencup in Nové Město über 15 km Freistil und beim Transjurassienne über 68 km Freistil. Bei den nordischen Skiweltmeisterschaften 2019 in Seefeld in Tirol lief er auf den 27. Platz im 50-km-Massenstartrennen. Im folgenden Jahr wurde er Dritter beim American Birkebeiner und Erster beim Gatineau Loppet.

## Erfolge

### Siege bei Continental-Cup-Rennen
| Nr. | Datum            | Ort                  | Disziplin                  | Serie    |
| --- | ---------------- | -------------------- | -------------------------- | -------- |
| 1.  | 22. Februar 2009 | Schilpario           | 15 km Freistil             | Alpencup |
| 2.  | 7. März 2010     | La Féclaz            | 10 km Freistil Massenstart | Alpencup |
| 3.  | 18. Februar 2018 | Zwiesel              | 20 km Freistil Massenstart | Alpencup |
| 4.  | 5. Januar 2019   | Nové Město na Moravě | 15 km Freistil             | Alpencup |

### Siege bei Worldloppet-Cup-Rennen
| Nr. | Datum            | Ort     | Rennen           | Disziplin                  |
| --- | ---------------- | ------- | ---------------- | -------------------------- |
| 1.  | 12. Februar 2017 | Lamoura | Transjurassienne | 50 km Freistil Massenstart |
| 2.  | 10. Februar 2019 | Lamoura | Transjurassienne | 68 km Freistil Massenstart |

### Sonstige Siege bei Skimarathon-Rennen
- 2020 Gatineau Loppet, 51 km Freistil

## Teilnahmen an Weltmeisterschaften und Olympischen Winterspielen

### Olympische Spiele
- 2010 Vancouver: 50. Platz 30 km Skiathlon
- 2014 Sotschi: 3. Platz Staffel, 6. Platz 50 km Freistil Massenstart

### Nordische Skiweltmeisterschaften
- 2011 Oslo: 11. Platz Staffel, 33. Platz 50 km Freistil Massenstart
- 2013 Val di Fiemme: 9. Platz Staffel, 44. Platz 15 km Freistil
- 2015 Falun: 3. Platz Staffel, 10. Platz Teamsprint Freistil, 11. Platz 15 km Freistil
- 2017 Lahti: 7. Platz Staffel, 25. Platz 50 km Freistil Massenstart
- 2019 Seefeld in Tirol: 27. Platz 50 km Freistil Massenstart

## Platzierungen im Weltcup

### Weltcup-Statistik
Die Tabelle zeigt die erreichten Platzierungen im Einzelnen.
- 1.–3. Platz: Anzahl der Podiumsplatzierungen
- Top 10: Anzahl der Platzierungen unter den ersten zehn
- Punkteränge: Anzahl der Platzierungen innerhalb der Punkteränge
- Starts: Anzahl gelaufener Rennen in der jeweiligen Disziplin
- Hinweis: Bei den Distanzrennen erfolgt die Einordnung gemäß FIS.

| Platzierung         | Distanzrennen a | Distanzrennen a | Distanzrennen a | Distanzrennen a | Distanzrennen a | Skiathlon Verfolgung | Sprint | Etappen- rennen b | Gesamt | Team c | Team c  |
| Platzierung         | ≤ 5 km          | ≤ 10 km         | ≤ 15 km         | ≤ 30 km         | > 30 km         | Skiathlon Verfolgung | Sprint | Etappen- rennen b | Gesamt | Sprint | Staffel |
| ------------------- | --------------- | --------------- | --------------- | --------------- | --------------- | -------------------- | ------ | ----------------- | ------ | ------ | ------- |
| 1. Platz            |                 |                 |                 |                 |                 |                      |        |                   |        |        |         |
| 2. Platz            |                 |                 |                 |                 |                 | 1                    |        |                   | 1      |        |         |
| 3. Platz            |                 |                 |                 |                 |                 |                      |        |                   |        |        |         |
| Top 10              | 3               |                 | 3               | 2               | 2               | 2                    |        |                   | 12     |        | 9       |
| Punkteränge         | 6               | 2               | 16              | 4               | 5               | 15                   | 1      | 5                 | 54     |        | 10      |
| Starts              | 9               | 9               | 31              | 11              | 5               | 38                   | 29     | 13                | 145    |        | 10      |
| Stand: Karriereende |                 |                 |                 |                 |                 |                      |        |                   |        |        |         |

### Weltcup-Gesamtplatzierungen
| Saison  | Gesamt | Gesamt | Distanz | Distanz | Sprint | Sprint |
| Saison  | Punkte | Platz  | Punkte  | Platz   | Punkte | Platz  |
| ------- | ------ | ------ | ------- | ------- | ------ | ------ |
| 2007/08 | 10     | 136.   | 10      | 77.     | -      | -      |
| 2008/09 | -      | -      | -       | -       | -      | -      |
| 2009/10 | 66     | 82.    | 66      | 48.     | -      | -      |
| 2010/11 | 125    | 51.    | 75      | 38.     | -      | -      |
| 2011/12 | 103    | 61.    | 71      | 45.     | -      | -      |
| 2012/13 | 89     | 57.    | 89      | 44.     | -      | -      |
| 2013/14 | 194    | 44.    | 147     | 22.     | 3      | 99.    |
| 2014/15 | 184    | 34.    | 184     | 22.     | -      | -      |
| 2015/16 | 242    | 31.    | 198     | 24.     | -      | -      |
| 2016/17 | 4      | 156.   | 4       | 109.    | -      | -      |
| 2017/18 | 85     | 39.    | 55      | 39.     | -      | -      |
| 2018/19 | 20     | 109.   | 20      | 74.     | -      | -      |